# Breitfeld Daněk
La Breitfeld-Daněk era una fabbrica di locomotive a vapore e meccanica della Cecoslovacchia fondata a Praga durante il dominio dell'impero austroungarico. Nel 1927 fu incorporata per fusione con la Českomoravská-Kolben nel gruppo industriale ČKD.
La produzione di locomotive a vapore fu principalmente diretta alle forniture di locomotive alle ferrovie statali imperial-regie austriache, KkStB. Una delle sue produzioni più note è quella della Locomotiva kkStB 80.